# 莱塞帕尔
莱塞帕尔（法語：Les Éparres，法語發音：[le.z‿epaʁ]）是法国伊泽尔省的一个市镇，位于该省西北部，属于拉图尔迪潘区。

## 地理
莱塞帕尔（45°32'1"N, 5°17'34"E）面积7.95 平方千米，位于法国奥弗涅-罗讷-阿尔卑斯大区伊泽尔省，该省份为法国东南部内陆省份，北起顺时针与安省、萨瓦省、上阿尔卑斯省、德龙省、阿尔代什省、卢瓦尔省和罗讷省。
与莱塞帕尔接壤的市镇（或旧市镇、城区）包括：塞雷赞德拉图尔、叙雪、特拉莫莱、沙托维兰、屈兰、梅列、尼沃拉-韦尔梅勒、比永河畔圣阿年。

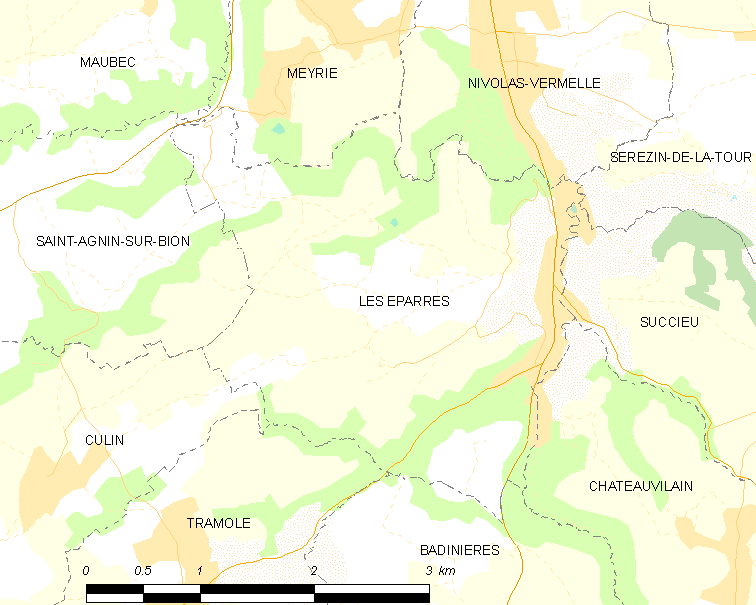
莱塞帕尔的OSM定位图

莱塞帕尔的时区为UTC+01:00、UTC+02:00（夏令时）。

## 行政
莱塞帕尔的邮政编码为38300，INSEE市镇编码为38156。

## 政治
莱塞帕尔所属的省级选区为布尔关雅略县。

## 人口

1962-2008年间莱塞帕尔人口变化图示

莱塞帕尔于2022年1月1日时的人口数量为976人。